# Henri Ferrero
Pour les articles homonymes, voir Ferrero (homonymie).
Henri Ferrero (dit Riri), né le 21 août 1951 à Sigean, est un joueur français de rugby à XV, de 1,73 m pour 73 kg, ayant évolué au RC Narbonne au poste de trois-quarts aile droit durant plus d’une décennie, tout en étant diplômé professeur d'éducation physique. Il exerça également ses talents de joueur à Millau et à Bédarrides. 
Il devint ensuite l’entraîneur adjoint de l’ex- bittérois fameux Raoul Barrière en 1985, puis seul coach de l’équipe première (Narbonne sera durant cette période demi-finaliste du championnat de France en 1988 et 1989 et triple vainqueur du challenge Yves du Manoir en  1989, 1990 et 1991, avant d’être associé à Pierre Bouisset durant les années 1990, auprès duquel Pierre Berbizier le remplacera en 1998. 
Le mardi 18 mars 2008, le Président et le conseil d'administration du RCNM se sont réunis et ont décidé de démettre de ses fonctions l'entraîneur Régis Sonnes. Le poste de manager général pour la partie sportive est confié à Henri Ferrero qui est chargé de constituer un staff sportif dans les jours à venir. Après dix ans d'absence, il est rappelé pour sauver le club de son cœur qui est au plus mal.
En 2012, il redevient entraîneur du Stade olympique millavois rugby Aveyron

## Club

### Joueur
- RC Narbonne : 1970-1980
- SO Millau : 1980-1981

### Entraîneur
- RC Narbonne : 1982-1993
- Union Sigean-Port-la-Nouvelle : 1993-1995
- RC Narbonne : 1995-1997
- SO Millau : 1997-2008
- RC Narbonne : 03/2008-02/2011
- SO Millau : 2012-2017

## Palmarès
- Championnat de France de première division :
  - Champion (1) : 1979
  - Vice-champion (1) : 1974
  - Demi-finaliste (4) : 1972, 1975 et 1976
- Challenge Yves du Manoir :
  - Vainqueur (4) : 1973, 1974, 1978 et 1984
  - Demi-finalistes (4) : 1975, 1976, 1981 et 1983
- Bouclier d'automne :
  - Vainqueur (1) : 1978
  - Finaliste (1) : 1974
- Challenge Béguère :
  - Vainqueur (2) : 1979 et 1980